# Johann Umlauff von Frankwell
Johann Umlauff von Frankwell, auch Hans Ritter Umlauff von Frankwell, (* 22. Dezember 1866 in Braunschweig; † 21. Dezember 1932 in Leobersdorf) war ein österreichischer Militärpilot und Kommandant im Ersten Weltkrieg.

## Leben
Umlauff von Frankwell trat 1884 in das k.u.k Infanterieregiment Nr. 60 der Gemeinsamen Armee ein und besuchte die Infanteriekadettenschule in Wien und Liebenau. 1889 Leutnant im k.u.k. Dragonerregiment Nr. 2 wechselte er mehrmals und wurde 1901 zum Rittmeister im k.u.k. Dragonerregiment Nr. 9 befördert. 1905 kam er zum k.u.k. Dragonerregiment Nr. 13 und machte 1910 die Pilotenprüfung. Als Major war er 1912 als Kavallerist bei der Luftschifferabteilung die 1909 aufgestellt worden war. Umlauff von Frankwell war 1913 der erste Träger des neu geschaffenen Feldpilotenabzeichens und wurde mit Mai dieses Jahres für das Luftschifferkommando der k.u.k. Luftfahrtruppen eingeteilt.
Ab 1895 begeisterte sich Umlauff von Frankwell für den Motorsport, war Auto- und Motorradfahrer, und hielt ab 1902 beim Militär Vorträge über den Automobilismus.
Eine Freundschaft mit dem Flugzeugkonstrukteur Igo Etrich brachte ihn zum Flugwesen. Zusammen mit Ludwig Lohner und dem Automobilkonstrukteur Ferdinand Porsche arbeitete er ab 1909 an der Entwicklung eines Rodelgleitfliegers, den er im Winter 1909/1910 mit Unterstützung des Industriellen Carl Zugmayer bei Waldegg an der Piesting erprobte. 1911 gelang ihm ein Distanzflug von Wiener Neustadt über Wien nach Budapest und retour.
Im Ersten Weltkrieg machte er im August 1914 als Aufklärer die ersten Meldungen über den russischen Aufmarsch. Ab 1915 Oberstleutnant erwarb er sich bei der Südtirol-Offensive im Mai/Juni 1916 als Aufklärer und als Kampfflieger bei der 11. Armee Verdienste. Mit April 1918 wurde er zum Kommandant der Luftstreitkräfte beim Heeresgruppenkommando Boroević ernannt und befehligte die k.u.k. Fliegertruppe in den Piaveschlachten. Anfang Dezember 1918 trat er in den Ruhestand.
Von 1920 bis 1925 war er Pächter des Guts Edelhof bei Gutenstein. Danach erwarb er ein Elektrizitätswerk in Leobersdorf.

## Anerkennungen
- 1915 erhielt er den Orden der Eisernen Krone III. Klasse.
- In der Operette Der fliegende Rittmeister von Hermann Dostal mit dem bekannten Fliegermarsch wurde ihm ein musikalisches Denkmal gesetzt.